# 28676 Bethkoester
28676 Bethkoester este un asteroid din centura principală de asteroizi.

## Descriere
28676 Bethkoester este un asteroid din centura principală de asteroizi. A fost descoperit pe 5 aprilie 2000 la Socorro, New Mexico, în cadrul proiectului LINEAR. Asteroidul prezintă o orbită caracterizată de o semiaxă mare de 2,23 ua, o excentricitate de 0,18 și o înclinație de 5,4° în raport cu ecliptica.